# Liste des aéroports au Vanuatu
Ceci est une liste des aéroports en Vanuatu, triés par emplacement.
| Gaua Santo-Pekoa Port-Vila Anatom Aniwa Craig Cove Dillon's Bay Futuna Ipota Lamen Bay Longana Lonorore Maewo-Naone Malekoula Mota Lava Norsup Olpoi Paama Palikulo Bay Port Havannah Redcliffe Sara Siwo South West Bay Tongoa Torres Ulei Valesdir Vanua Lava Walaha Whitegrass |

## Liste des aéroports
L'aéroport avec nom indiqué en caractères gras indique que l'aéroport a un service aérien commercial.
| Ville                        | Province | OACI | AITA | Aéroport              |
| ---------------------------- | -------- | ---- | ---- | --------------------- |
| Anatom (Aneityum) / Inyeug   | Taféa    | NVVA | AUY  | Anatom/Aneityum       |
| Aniwa                        | Taféa    | NVVB | AWD  | Aniwa (en)            |
| Craig Cove, Ambrym           | Malampa  | NVSF | CCV  | Craig Cove (en)       |
| Dillon's Bay, Erromango      | Taféa    | NVVD | DLY  | Dillon's Bay (en)     |
| Sangafa, Emae, Îles Shepherd | Shéfa    | NVSE | EAE  | Emae-Aromai (en)      |
| Futuna                       | Taféa    | NVVF | FTA  | Futuna (Vanuatu)      |
| Gaua, Îles Banks             | Torba    | NVSQ | ZGU  | Gaua                  |
| Ipota, Erromango             | Taféa    | NVVI | IPA  | Ipota (en)            |
| Lamap, Malekula              | Malampa  | NVSL | LPM  | Lamap (en)            |
| Lamen Bay, Epi               | Shéfa    | NVSM | LNB  | Lamen Bay (en)        |
| Longana, Ambae               | Pénama   | NVSG | LOD  | Longana (en)          |
| Lonorore, Île de Pentecôte   | Pénama   | NVSO | LNE  | Lonorore              |
| Luganville, Espiritu Santo   | Sanma    | NVSS | SON  | Santo-Pekoa           |
| Maewo                        | Pénama   | NVSN | MWF  | Maewo                 |
| Mota Lava, Îles Banks        | Torba    | NVSA | MTV  | Mota Lava             |
| Norsup, Malekoula            | Malampa  | NVSP | NUS  | Norsup (en)           |
| Olpoi, Espiritu Santo        | Sanma    | NVSZ | OLJ  | Olpoi                 |
| Tavie, Paama                 | Malampa  | NVSI | PBJ  | Paama (en)            |
| Port Vila, Efate             | Shéfa    | NVVV | VLI  | Port-Vila Bauerfield  |
| Quoin Hill, Efate            | Shéfa    | NVVQ | UIQ  | Quine Hill            |
| Redcliffe, Ambae             | Penama   | NVSR | RCL  | Redcliffe             |
| Sara, Île de Pentecôte       | Penama   | NVSH | SSR  | Sara                  |
| Sola, Vanua Lava, Îles Banks | Torba    | NVSC | SLH  | Vanua Lava-Sola (en)  |
| South West Bay               | Malampa  | NVSX | SWJ  | South West Bay (en)   |
| Whitegrass, Tanna            | Taféa    | NVVW | TAH  | Tanna-Whitegrass (en) |
| Tongoa, Îles Shepherd        | Shefa    | NVST | TGH  | Tongoa (en)           |
| Linua, Torres Islands        | Torba    | NVSD | TOH  | Îles Torrès           |
| Ulei, Ambrym                 | Malampa  | NVSU | ULB  | Ulei (en)             |
| Valesdir, Epi                | Shefa    | NVSV | VLS  | Valesdir (en)         |
| Walaha, Ambae                | Pénama   | NVSW | WLH  | Walaha (en)           |